# Osovniška jama
Osovniška jama je kraška jama, ki so jo odkrili leta 2001 pri razstreljevanju skal v kamnolomu na Pijovci. Ker se kamnolom nahaja v vzhodnem delu Slovenije, je to zanimiv in redek pojav za to območje. Jame so raziskali strokovnjaki iz jamarskega kluba Črni galeb iz Prebolda. Kasneje se je lastnik odločil, da se vhodi zasujejo in sedaj jama ni dostopna ter se uporablja kot kamnolom. Ko je bila jama odprta v aprilu 2001, je bilo veliko kapnikov uničenih in ukradenih.
Jama je nastala v srednjem miocenu. Globoka je 18 metrov, dolga pa 290 metrov in je s tem najdaljša jama v vzhodnem delu Slovenije. Rovi so večinoma orientirani v smeri severozahod-jugovzhod.